# Marcus Æmilius Lepidus (exécuté en 39)
Pour les articles homonymes, voir Æmilius Lepidus et Æmilius Paullus.
Marcus Æmilius Lepidus est un aristocrate et un homme politique de l'Empire Romain, descendant d'Auguste, il est condamné pour lèse-majesté en 39.

## Biographie
Né vers l'an 6, il est le fils de Lucius Aemilius Paullus, consul en 1, et de Julia Vipsania. Il est par sa mère l'arrière petit-fils d'Auguste.
Marc-Émile Lépide sut par ses flatteries, par ses bassesses, et surtout par ses débauches, gagner et conserver les bonnes grâces de Caius Caligula et obtenir son amitié.
En octobre 37, il épouse sa cousine Julia Drusilla. Désignée héritière de l'empire par son frère, celle-ci décède le 10 juin 38 puis est divinisée. On ne leur connait aucun enfant.
En 38, quand le préfet d'Égypte Aulus Avilius Flaccus est arrêté, Lepidus intercède en sa faveur et l'exil de celui-ci est adouci et celui-ci vécut son exil à Andros au lieu d'un exil dans l'île voisine de Gyaros.

## Conspiration
En août 39, il est le principal acteur d'une conspiration visant à se proclamer princeps et à tuer son cousin Caligula. Il rassemble autour de lui les deux sœurs restantes de Caligula, Agrippine et Livilla, le gouverneur de Germanie supérieur Gaeculicus ainsi que les deux consuls suffect en place.
Le déroulement prévu pour sa prise de pouvoir est l'assassinat de Caligula, puis sa proclamation comme princeps avec potentiellement le soutien des légions du Rhin, et enfin l'adoption du fils d'Agrippine, le futur Néron, voire peut-être son mariage avec elle.
Pendant le procès, il fut accusé d'adultère avec Agrippine la Jeune et Julia Livilla.
Le complot ayant échoué, Lepidus est exécuté.